# 중대로
중대로(中垈路)는 서울특별시 송파구 가락동 광평교에서 오금동 올림픽선수촌아파트삼거리를 잇는 왕복 6차선 도로로, 서울 지하철 3호선이 지나가고 있다. 명칭은 송파구의 대부분을 차지한 지명인 중대면에서 유래되었다.

## 구간
서울특별시 송파구
광평교 - 가락시장 남단 - 가락시장역 - 국립경찰병원, 경찰병원역 - 오금역 - 오금고등학교, 오금공원 - 올림픽선수촌아파트삼거리